# 韦尔塞勒-维勒迪约勒康
韦尔塞勒-维勒迪约勒康（法語：Vercel-Villedieu-le-Camp，法語發音：[vɛʁsɛl vildjø lə kɑ̃]）是法国杜省的一个市镇，位于该省中部，属于蓬塔利耶区。该市镇于1962年由原市镇韦尔塞勒（Vercel）和维勒迪约勒康（Villedieu-le-Camp）合并而成。

## 地理
韦尔塞勒-维勒迪约勒康（47°11'2"N, 6°23'57"E）面积29.96 平方千米，位于法国勃艮第-弗朗什-孔泰大區杜省，该省份为法国东部内陆省份，北起上索恩省，西接汝拉省，东部及东南部与瑞士接壤，东北部与贝尔福地区省接壤。
与韦尔塞勒-维勒迪约勒康接壤的市镇（或旧市镇、城区）包括：贝尔蒙、阿当莱韦尔塞勒、阿武德雷、绍莱帕萨旺、舍维涅莱韦尔塞勒、埃珀努斯、埃普努瓦、埃松、贡桑、格朗方丹叙克勒斯、隆日绍、瓦尔达翁、埃塔朗。
韦尔塞勒-维勒迪约勒康的时区为UTC+01:00、UTC+02:00（夏令时）。

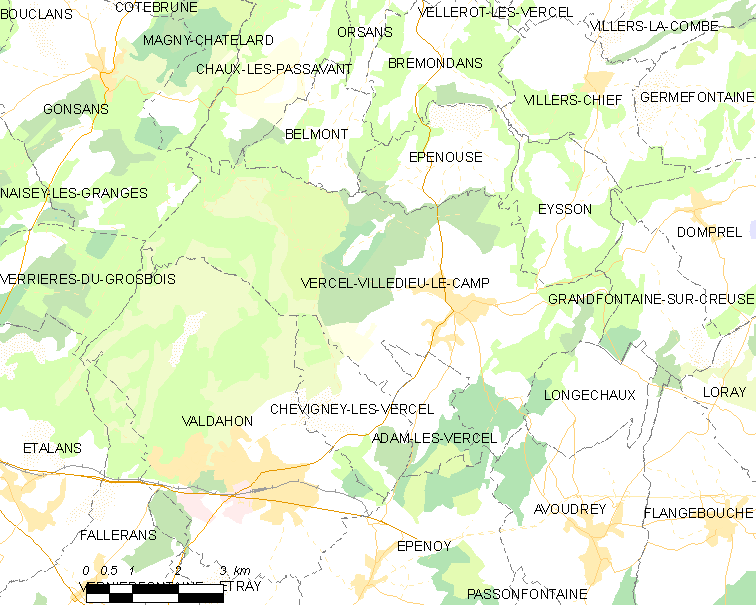
韦尔塞勒-维勒迪约勒康的OSM定位图

## 行政
韦尔塞勒-维勒迪约勒康的邮政编码为25530，INSEE市镇编码为25601。

## 政治
韦尔塞勒-维勒迪约勒康所属的省级选区为瓦尔达翁县。

## 人口
韦尔塞勒-维勒迪约勒康于2022年1月1日时的人口数量为1732人。

1962-2008年间韦尔塞勒-维勒迪约勒康人口变化图示